# Зайцев, Василий Михайлович
Василий Михайлович Зайцев (1910—1941) — участник Великой Отечественной войны, командир взвода 46-го танкового полка 46-й танковой бригады 4-й отдельной армии (с непосредственным подчинением Ставке Верховного Главнокомандования), младший лейтенант, Герой Советского Союза.

## Биография
Родился 26 августа 1910 года в деревне Пузакино в крестьянской семье. Русский.
По окончании в 1929 году сельскохозяйственного техникума, работал агрономом Псковской зональной сельскохозяйственной станции, затем — агрономом в Сычёвской МТС и старшим агрономом районного земельного отдела Опочецкого района.
С 1930 по 1931 г. работал в деревне Стремутка Псковского района на опытной станции техником по опытному делу. В 1932 г. — старший агроном в РайЗО Залучского района, в 1934—1935 гг. — старший агроном РайЗО Сошихинского района. В 1936 г. работал агрономом-организатором сельхозвыставки в Лычковском районе.
С 6 апреля 1931 г. по 15 декабря 1936 года обучался в Ленинградском сельскохозяйственном институте на факультете полеводства, в 1933—1936 гг. был профоргом группы, после окончания института был направлен в Карельскую АССР, старшим агрономом великогубской МТС. 15 января 1937 г. был назначен специалистом при Выставкоме Народного комиссариата земледелия КАССР — для подготовки к ВСХВ. С 1 августа 1937 г. работал старшим агрономом треста пригородных совхозов Карельской АССР в городе Петрозаводске (по другим данным — в тресте совхозов при Совете Народных Комиссаров Карельской АССР, в совхозах).
В 1939 году был призван в РККА. Участвовал в Советско-финской войне 1939—1940 года — служил командиром танка в бронетанковых частях Ленинградского военного округа.
После демобилизации работал в аппарате Наркомата совхозов Карело-Финской ССР, начальником отдела механизации, заместителем наркома совхозов КФССР.
Некоторое время проживал в Даниловском районе Ярославской области.
С началом Великой Отечественной войны, 26 июня 1941 года Зайцев был мобилизован в Красную Армию. До ноября 1941 года участвовал в боевых действиях в составе 46-го танкового полка 46-й танковой бригады 4-й отдельной армии на территории Карело-Финской ССР, позже — на Волховском фронте командовал танковым взводом.
В боях под Тихвином у деревни Лазаревичи с 1 декабря по 7 декабря 1941 года проявил героизм и мужество. Танкисты взвода под командованием В. М. Зайцева уничтожили 3 противотанковых орудия и несколько пулемётов, уничтожили около роты солдат и офицеров противника. В бою танк В. М. Зайцева был подбит и подожжён противником. Приказав экипажу покинуть машину, В. М. Зайцев не покинул танка, продолжая вести огонь по противнику. Сгорел в своём танке. После боя тело Василия Зайцева было похоронено в районе деревни Лазаревичи.
Позднее перезахоронен в братской могиле на площади Свободы в городе Тихвине.
Указом Президиума Верховного Совета СССР от 17 декабря 1941 года младший лейтенант Зайцев Василий Михайлович посмертно удостоен звания Героя Советского Союза, награждён орденом Ленина.
16 декабря 1941 года командир 46-го танкового полка майор Кузьменко, представляя Зайцева к званию Героя Советского Союза, писал:

«В боях под городом Тихвином с 1 по 6 декабря 1941 года Зайцев проявил героизм и мужество. Решительной атакой танков на деревню Лазаревичи он обратил противника в бегство, уничтожив при этом до сотни солдат и офицеров, три противотанковых орудия, 20 пулемётных гнёзд, 3 автомашины».

## Семья
Супруга — Зоя Васильевна, дочь — Светлана.

## Память

### Петрозаводск
Имя Василия Зайцева увековечено в нескольких объектах Петрозаводска:
- улица Зайцева;
- сквер Василия Зайцева;
- памятный знак В. М. Зайцеву;
- мемориальная доска В. М. Зайцеву;
- портрет В. М. Зайцева установлен в Галерее Героев Советского Союза;
- дерево, посаженное в честь В. М. Зайцева на Аллее Героев (отмечено памятной табличкой).

### Шуя
- Памятник В. М. Зайцеву.
- Имя В. М. Зайцева присвоено совхозу в посёлке Шуя Прионежского района Карелии, в котором он работал до войны (ныне — ОАО «Агрофирма имени В. М. Зайцева»)[2].

### Тихвин
- Улица имени В. М. Зайцева.

### Лазаревичи
В честь Василия Зайцева установлена стела в деревне Лазаревичи.